# Boudinotiana puella
Boudinotiana puella là một loài bướm đêm trong họ Geometridae.